# 卡托敦岩
卡托敦岩（英語：Catodon Rocks）是南極洲的岩石，位於俄林島東北面，屬於帕默群島的一部分，由英國探險隊拍攝空中照片，現時由南極條約體系管理。